# 特雷皮德申冰川
78°46′S 162°21′E / 78.767°S 162.350°E
特雷皮德申冰川（英語：Trepidation Glacier），是南極洲的冰川，位於維多利亞地的希拉里海岸，處於冰磧海崖和雷德戴克海崖之間的斯凱爾頓冰川東岸，由新西蘭探險隊命名，現時由南極條約體系管理。